# Теорија завере о геноциду над белцима
Геноцид над белцима, изумирање белаца, или теорија завере о замени белаца, је теорија завере белих расиста која каже да постоји планирана завера, за коју се често окривљује Јевреје, која промовише мешане бракове, међурасне бракове, масовну имиграцију не-белих, расну интеграцију, ниске стопе наталитета, абортусе, владину конфискацију земље од белаца, организовано насиље, и елиминационизам у земљама које су основали белци како би се изазвао нестанак белаца кроз присилну асимилацију, масовну миграцију и насилни геноцид. Ређе, црнци, Хиспаноамериканци,  и муслимани се криве за тајну заверу, али само као плоднији мигранти, освајачи, или насилни агресори, а не као идејни творци.
Геноцид над белцима је политички мит заснован на псеудонауци, псеудоисторији и етничкој мржњи, и вођен је психолошком паником која се често назива „ анксиозност од изумирања белаца“. Бели људи не изумиру нити се суочавају са истребљењем. у контексту позива на насиље.
Теорију је популаризовао бели сепаратистички неонациста Дејвид Лејн око 1995. године, а користила се као пропаганда у Европи, Северној Америци, Јужној Африци и Аустралији. Сличне теорије завере биле су преовлађујуће у нацистичкој Немачкој и коришћене су у данашње време наизменично са, и као шира и екстремнија верзија Реноа Камија Велика замена из 2011, фокусирајући се на бело становништво Француске. Од масовног убиства у Крајстчерчу и Ел Пасу 2019. године, чији су извршиоци у манифестима осудили „белу замену“ и помињали концепт „велике замене“, заједно са концептом Еврабије из 2002. године и митом о Калерги плану из 1970-их, сви су коришћени као синоним за „геноцид над белцима“ и све више се називају варијацијама теорија завере.
У августу 2018. године, председник Сједињених Држава Доналд Трамп је оптужен да је подржао теорију завере у спољнополитичком твиту у коме је наложено државном секретару Мајку Помпеу да истражи јужноафричке „заплене и експропријације земље и фарми и убијање пољопривредника великих размера“, тврдећи да „ влада Јужне Африке сада одузима земљу белим фармерима“. Непоткрепљене тврдње да су напади јужноафричких фарми на фармере несразмерно циљани на белце су кључни елемент теорије завере, приказаних у медијима као облик капије или проки питање „белог геноцида“ у ширем контексту западног света. Тема заплене фарми у Јужној Африци и Зимбабвеу била је повод за окупљање белих националиста и алтернативно десних група који је користе да оправдају своју визију беле надмоћи.

## Историја
Идеја о посебној белој људској раси започела је са немачким лекаром и антропологом Јоханом Блуменбахом, који је 1775. године тврдио да постоји пет таквих раса, белци, монголци, малајци, етиопљани (или негроиди) и амерички Индијанци. Раније је Франсоа Берније 1684. објавио постскриптум есеја од четири странице који је навео пет раса, комбинујући Европљане („осим дела Московије“) са становницима северних приобалних региона Африке, као и Арабије, Персије, Монголије, Индије., и деловима Кине, Мјанмара, Тајланда, Суматре, Јаве и Борнеа, и описао је боју коже као „само случајну“. Претходне класификације етничке припадности и културе биле су уже и променљивије кроз антику, привлачећи разлике ближе онима племенских и породичних група, а заснивале су се на факторима животне средине као што су географија и клима, као и изглед, физиологија и научено понашање као што су језик и дијета. Данашње расне и етничке разлике су само у слабој корелацији са генетским пореклом, са којим се терминолошки замењују у медицинској науци.

### Позадина

#### Француска
Идеја о „замени“ аутохтоних белих људи под вођством непријатељске елите може се даље пратити до антисемитских теорија завере пре Другог светског рата које су постављале постојање јеврејске завере да се уништи Европа мешањем, посебно у књизи Едуара Друмона антисемитски бестселер La France juive (1886). Коментаришући ову сличност, историчар Никола Лебур и политиколог Жан-Ив Ками сугеришу да је допринос Реноа Камија у Великој замени (2011) био да замени антисемитске елементе сукобом цивилизација између муслимана и Европљана. Такође у касном 19. веку, империјалистички политичари су се позивали на <i>Жуту опасност</i> у својим негативним поређењима ниског наталитета у Француској и високог наталитета у азијским земљама. Из те тврдње је произашао вештачки, културни страх да ће Азијати имигранти-радници ускоро „преплавити” Француску. Овој опасности би се наводно могла успешно супротставити само повећана плодност Францускиња. Тада би Француска имала довољно војника да осујети евентуалну поплаву имиграната из Азије. Националистички списи Мориса Бареса из тог периода такође су забележени у идеолошкој генеалогији „Велике замене“, Барес је тврдио и 1889. и 1900. да се замена домаћег становништва под комбинованим ефектом миграције и опадања наталитет дешава у Француској.

#### Еугеника
Теорија завере је имала претече у еугеничким теоријама раног 20. века које су биле популарне у земљама са већином белаца као што су Аустралија и Нови Зеланд, где се страховало да ће небели имигранти на крају потиснути бело становништво.

#### Медисон Грант у Сједињеним Државама
Године 1916, амерички еугеничар и правница Медисон Грант написала је књигу под насловом Пролазак велике расе која је, иако углавном игнорисана када се први пут појавила, прошла кроз четири издања, постајући део популарне културе у Америци 1920-их и, у том процесу, изродила идеологија да су оснивачи Сједињених Држава, такозвана нордијска раса, били под претњом нестанка због асимилације са небелцима. Грант је о томе написао:
Ни бели, ни браон, ни жути, ни црвени неће освојити беле у борби. Али ако се вредни елементи нордијске расе помешају са инфериорним расама или изуму кроз расни суицид, онда ће цитадела цивилизације пасти због чистог мањка бранилаца.
Грант је тврдио да је раса која је "изградила" Америку у опасности од изумирања осим ако САД не обузда имиграцију Јевреја и других.

#### Нацистичка Немачка
Адолф Хитлер је писао Гранту да му се захвали што је написао The Passing of the Great Race, називајући је „мојом Библијом“. Инкорпорирајући Грантово теорију, нацисти су теорију завере нашироко користили као пропаганду, што је илустровано у памфлету из 1934. написаном за „Одељење за истраживање јеврејског питања“ „Института Рајха“ Валтера Франка под насловом „Да ли бели људи умиру: будућност белих и обојених народа у светлу биолошке статистике“. Нацисти су теорију завере користили као позив на оружје у покушају да добију моћ кроз културну хегемонију постављањем Јевреја као жртвених јараца, експлоатишући дуготрајне историјске предрасуде код становништва.
Пре доласка нациста на власт, немачки еугеничари, укључујући јеврејске медицинске и психијатријске професионалце, сматрали су да се Јевреји разликују од белих Европљана, али не толико „дегенерисани“ или неспособни да захтевају било шта више од смерница за избегавање наследних болести путем брачног саветовања и, већ 1918. рађени су прегледи за Јевреје који желе да емигрирају у Палестину.

### Оптужбе неонациста на рачун Јевреја
Модерна теорија завере може се пратити у послератним европским неонацистичким круговима, посебно у књизи Ренеа Бинеа из 1950. Théorie du Racisme. Последње је утицало на француске крајње десничарске покрете из 1960-их, као што је Европа-акција, која је тврдила да „систематско мешање раса [било] ништа више од спорог геноцида“. У децембру 1948. Бинеове новине L'Unité су писале: „Оптужујемо ционисте и антирасисте за злочин геноцида јер тврде да нам намећу укрштање које би представљало смрт и уништење наше расе и цивилизације“.
Термин „бели геноцид“ спорадично се појављивао у новинама америчке нацистичке партије Бела моћ још од 1972. и користио га је Бели аријевски отпор 1970-их и 1980-их, где се првенствено односио на контрацепцију и абортус. Теорију завере развио је неонациста Дејвид Лејн у свом Манифесту о белом геноциду (око 1995, порекло употребе термина), где је изнео тврдњу да су владине политике многих западних земаља имале намеру да униште европску културу белаца и да беле људе учини „изумрелом врстом“. Лејн — један од оснивача организације The Order — критиковао је мешање, абортус, хомосексуалност, јеврејску контролу над медијима, „мултирасне спортове“, правне последице против оних који се „опиру геноциду“ и „ ционистичку окупациону владу “ која према њему контролише Сједињене Америчке Државе и друге већинско-беле земље и која подстиче "геноцид белаца".
Убрзо након Ланеовог Манифеста, аријевске нације су објавиле своју Декларацију о независности из 1996. у којој се наводи да је ционистичка окупациона влада тражила „искорењивање беле расе и њене културе“ као „један од својих најважнијих циљева“. Оптужила је такве Јевреје за: подривање уставне владавине права; одговорност за обнову након грађанског рата; подметање монетарног система са системом федералних резерви, конфискација земље и имовине; ограничавање слободе говора, вероисповести и поседовања оружја; убиство, киднаповање и затварање патриота; абдицирање националног суверенитета Уједињеним нацијама; политичка репресија; расипна бирократија; попуштање ограничења на имиграцију и трговину дрогом; подизање пореза; загађивање животне средине; командовање војском, плаћеницима и полицијом; негирање аријевског културног наслеђа; и подстицање имигрантских побуна.
Још једну линију развио је у Европи 1970-их аустријски неонациста Герд Хонсик, који је изобличио списе Рихарда фон Куденхове-Калергија из раног 20. века својим проналаском теорије завере Калергијев план, која је популаризована у књизи из 2005. године.

### Родезијска тактика застрашивања
Године 1966., премијер Родезије Ијан Смит описан је као неко ко је убедио беле Родезанце да је њихова једина алтернатива родезијском грађанском рату који је водила његова владе „диктатура и геноцид над белацима“ од стране црних националистичких герилаца које подржавају комунисти.
Бели супрематисти су описани као опседнути третманом црначке већине према раније доминантним белим мањинама у Зимбабвеу и Јужној Африци, где се „смањени статус белаца представља као текући геноцид против којег се мора борити“. Катастрофалан економски колапс Зимбабвеа под вођством његовог другог црног председника Роберта Мугабеа, заједно са политиком Мугабеове владе према белој мањини, цитирали су бели супрематисти као доказ инфериорности црнаца и случај геноцида над белцима. У екстремно десничарским и расистичким групама, постоји много носталгије за Родезијом, која се сматра државом која се храбро борила за превласт белаца у Африци 1960-1970-их све док није била издана.

### Алтернативна десница
Године 2008. теорија завере се проширила изван свог експлицитног неонацистичког и белог националистичког порекла, да би је прихватио новоосновани покрет алт-деснице. Теме за дискусије на белом националистичком интернет форуму Стормфронт често се усредсређују на тему да су бели људи изложени геноцидној политици њихових влада. Концепт су такође популаризовали алт-десни и алт-лајт покрети у Сједињеним Државама. Појам расне чистоће, хомогености или „расне хигијене“ је основна тема дискурса о геноциду над белацима и користе га људи са неонацистичким и белим супремацистичким ставовима.
Док појединачне итерације теорије завере варирају у зависности од тога коме се приписује кривица, јеврејски утицај, групе које мрзе белце и либералне политичке снаге бели супрематисти обично наводе као главне факторе који доводе до геноцида белаца. Ово гледиште имају истакнуте личности попут Дејвида Дјука, који наводи Јевреје и „либералне политичке идеале“ као главне узроке. Бели националиста Роберт Витакер, који је сковао фразу „анти-расиста је шифрована реч за антибелце“ у широко распрострањеном тексту из 2006. године у циљу популаризације концепта геноцида белаца на интернету, користио је „анти-бели“ да опише оне за које је веровао да су одговорни за геноцид над белим људима, и наставио да га посматра као јеврејску заверу, истичући да су и други подржавали „анти-белу“ ствар. Међутим, гледиште да су Јевреји одговорни за геноцид белаца оспоравају друге личности беле расе, као што је Џаред Тејлор.

### Велика замена
Почевши од француског писца Реноа Камиа и његове књиге Le Grand Remplacement из 2011. године, теорија завере велике замене фокусирала се на расељавање француских белаца од стране претежно муслиманског становништва са Блиског истока и Африке, а затим се претворила у паневропски концепт који се проширио широм политике већине великих земаља на континенту. Упркос уобичајеном позивању на „геноцид“ аутохтоних белих народа и глобалном плану који води завереничка сила, Камијева теорија не укључује антисемитску јеврејску заверу. Његово уклањање антисемитизма из оригиналне неонацистичке теорије (која је у европском контексту замењена исламофобијом), заједно са употребом једноставних свеобухватних слогана, наведени су као разлози за њену ширу привлачност.
Велика замена је такође упоређена са европском исламофобичном теоријом завере Еврабија из 2002. године и са идејама које је изразио екстремно десни терориста Андерс Беринг Брејвик, починилац напада у Норвешкој 2011 у његовом 2083: манифест Европске декларације о независности. Од напада у џамији у Крајстчерчу 2019. године, где је убица назвао свој манифест „Велика замена“, фраза француског порекла је широко утврђена као синоним за „геноцид над белцима“, коју мејнстрим западни медији користе наизменично и сматра се у великој мери одговорном за појаву термина „замена белаца“.
До 2017. године, на митингу Unite the Right у Шарлотсвилу у Вирџинији, бели националисти су се позивали на теорију завере као на демонстранте са тики бакљама, који су викали „Нећете нас заменити!“ и "Јевреји нас неће заменити!". У одговору, Ками је изјавио да не подржава нацисте или насиље, али да може да разуме зашто су бели Американци били љути што су били смењени и да је одобравао то осећање.

## Анксиозност од геноцида над белцим
„Анксиозност од геноцида над белцима“, „анксиозност белог расељавања“, и, најчешће помињена, „анксиозност белог изумирања“ или паника, се каже да су једна од кључних покретачких снага иза завере теорије и привржености њених присталица. Ова теза, која се често наводи као објашњење за отпор неких делова белог друштва према расној разноликости, се наводи као практично неодвојива од саме теорије завере.
Бивши дипломата и научник Алфредо Торо Харди, који новинару Чарлсу М. Блоу приписује израз „анксиозност од изумирања белаца“, истакао је како су „немири у вези са променљивим расним пејзажом Сједињених Држава“ били у срцу концепта, и покренуле политике као што су „ екстремне мере Трампове администрације против миграната са југа“. С тим у вези, Трамп је оптужен да је искористио „анксиозност за геноцида над белцима ” тврдњама да је миграција „променила структуру Европе” и да је оснажио своје присталице у медијима, као што је Лаура Инграхам, да подстакну страх од „масовних демографских промена”. унутар САД. Научни новинар Роналд Бејли предлаже да је Трамп само „најновији демагог који је дошао на власт тако што је распиривао етничке страхове белих људи“, и да се „паника од белог изумирања“ историјски дешавала у САД сваки пут када је становништво рођено у иностранству достигло преко 13 одсто.
Блов је дефинисао „анксиозност због изумирања белаца” као страх да ће белци постати мањина, лишени својих расних привилегија. Анализирајући концепт, испитао је реторику Пета Бјукенена (коју је Бејли описао као облик мантре крви и тла); о томе да ли су нације Европе и Северне Америке имале „вољу и капацитет да зауставе инвазију на земље“ пре него што је миграција у потпуности променила „политички, друштвени, расни, етнички – карактер земље“. Осврћући се на Бјукененове могуће етничке националистичке закључке да „не можете зауставити ова осећања људи који желе да живе заједно са својима и желе да своје границе буду заштићене“, Блоу је рекао: „Немојмо се варати, Бјукенен говори о заштити доминације белаца, беле културе, бела већина и беле моћи“.
Антирасистичка активисткиња Џејн Елиот је сугерисала да је ова анксиозност, или „страх од белог генетског уништења”, толико велика да ће политички лидери прибегавати свим мерама како би спречили изумирање белаца за које верују да се одвија, укључујући мере као што су забрана абортуса у Алабами. Основна идеологија Андерса Беринга Брејвика и мотиви који стоје иза његових напада описани су као анксиозност због изумирања белаца. Написао је: „Ова криза масовне имиграције и замене фертилитета је напад на европски народ који ће, ако се не бори, на крају резултирати потпуном расном и културном заменом европског народа“.
Према професорки Александри Мини Стерн, која је детаљно описала везу између теорије завере и концепта уоквиреног анксиозношћу, фракције алтернативне деснице искривљују статистику плодности у „конспиративној кампањи белог изумирања“ коју подстиче надолазећи „ анксиозност белог изумирања“. Овај феномен покреће алт-десне стратегије као што је охрабривање парова западноевропске и северноевропске националности да имају до осморо деце.

## Заговарање и ширење
Теорија завере о геноциду белаца стално се понавља међу крајњом десницом у различитим облицима, а све је усредсређено на кључну тему беле популације која се замењује, уклања или једноставно убија.

## Утицај на крајње десничарски тероризам
| Година | Локација   | Убијено | Повређено |
| ------ | ---------- | ------- | --------- |
| 1995   | Оклахома   | 168     | 680       |
| 1999   | Колорадо   | 13      | 24        |
| 2000   | Питсбург   | 5       | 1         |
| 2011   | Норвешка   | 77      | 241       |
| 2014   | Канзас     | 3       | 0         |
| 2015   | Чарлстон   | 9       | 1         |
| 2017   | Шарлотсвил | 1       | 28        |
| 2018   | Питсбург   | 11      | 7         |
| 2019   | Крајстчерч | 51      | 40        |
| 2019   | Повеј      | 1       | 3         |
| 2019   | Ел Пасо    | 23      | 23        |
| 2022   | Бафало     | 10      | 3         |

Тимоти Маквеј, главни починилац бомбашког напада у Оклахома Ситију 1995. у којем је погинуло 168 и повређено више од 680, пренео је странице из Тарнерових дневника, измишљеног извештаја о белим супрематистима који су запалили револуцију дизањем у ваздух седиште ФБИ-ја камионском бомбом. Књига је имала велики утицај на обликовање белог национализма и на каснији развој теорије завере о геноциду белаца. Иако бомбаш није приписивао своје мотиве белом националистичком покрету, често је цитирао Тарнерове дневнике и био је укорен у војсци јер је носио мајицу „беле моћи“ купљену на скупу Кју Клукс Клана.
Ерик Харис, један од двојице починилаца масакра у средњој школи Колумбајн 1999. у Литлтону у Колораду, у којем је убијено тринаест људи и повређено 24, често је писао у своме дневник о посвећености Адолфу Хитлеру и белој супрематистичкој и нацистичкој идеологији. Такође је узео инспирацију од Тимотија Меквеја, наводећи га као своју инспирацију за напад и планирајући да изврши бомбашки напад који ће надмашити Меквеја по броју жртава.
Ричард Баумхамерс, починилац пуцњаве 2000. године у Питсбургу, у Пенсилванији, у којој је убијено пет људи, а рањена шеста, пожалио се да су мањине и мигранти већи од европских Американаца, позивајући на веб-сајту да се „оконча миграција не-белих“ јер је „скоро сва” данашња имиграција „неевропска”.
Фрејжерр Глен Миллер Млађи, починилац пуцњаве у којој су убијене три особе у јеврејском друштвеном центру и дому пензионера у Оверланд Парку у Канзасу, подржао је слоган: „Различитост је шифра за геноцид белаца“. Изјавио је да је његов мотив „систематски геноцид над белим људима од стране Јевреја” и да је „имао патриотску намеру да заустави геноцид над мојим народом”. На Ускршњу недељу, дан након пуцњаве, припадници беле расе испоручили су ускршња јаја на тему „белог геноцида“ у неколико кућа у округу Хенрико у Вирџинији, понављајући мантру „Различитост = геноцид белаца“.
Дилан Руф, починилац пуцњаве у цркви у Чарлстону у којој је погинуло девет људи, а рањено на десетине, ставио је на своју Фејсбук страницу фотографију на којој носи јакну украшену два амблема који су популарни међу америчким белцима: заставом бивше Родезије (сада познат као Зимбабве) и застава Јужне Африке из доба апартхејда. Водио је блог под називом „Последњи родезијанац“ регистрованој 9. фебруара 2015. која је укључивала непотписани манифест који је садржао његово мишљење о „Црнцима“, „Јеврејима “, „Хиспанци” и „Источноазијатима”. Тврдио једа је постао "расно свестан" као резултат убиства Трејвона Мартина 2012. године, написао је да је зато што је стално слушао људе како причају о инциденту, "одлучио да га потражи" и прочитао чланак на Википедији о томе. Закључио је да је Џорџ Цимерман био у праву и да није могао да схвати зашто је случај привукао националну пажњу. Рекао је да је затим тражио злочин црно на белом на Гуглу и пронашао веб страницу <i>Савета конзервативних грађана</i>, где је прочитао „странице по странице“ случајева у којима су црнци убијали беле људе, наводећи да „никада није био исти од тог дана." Из ових разлога, федерални тужиоци рекли су да је он "саморадикализован" на мрежи, уместо да усвоји своју идеологију кроз лична удружења или искуства са белим супремацистима.
Возач одговоран за напад аутомобилом у Шарлотсвилу на демонстранте на митингу -{[[:en:Unite the Right rally|Unite the Right rally]]}- раније је заступао неонацистичка и белосупремацистичка уверења. Он се довезао из Охаја да би се придружио митингу на којем су учесници скандирали: „Јевреји нас неће заменити“. Убио је једну особу, а ранио 28.
Починилац пуцњаве у синагоги у Питсбургу у којој је убијено једанаест, а рањено још седам, написао је „Јевреји су деца сатане“ на свом профилу на друштвеним мрежама, користећи неонацистичку и белу супремацистичку симболику повезану са Дејвидом Лејном, заједно са нацистичким слоганом „Хајл Хитлер.“ Подржао је теорије завере о геноциду белаца, написавши у једном случају: „Дневни подсетник: Разноликост значи јурити и последњу белу особу“. Такође је написао дијатрибу против белих жена које имају везе са црнцима. У недељама пре пуцњаве, Бауерс је објавио антисемитске постове усмерене на Хебрејско друштво за помоћ имигрантима које спонзорише National Refugee Shabbat. Непосредно пре напада, у очигледној референци на имигранте у Сједињеним Државама, он је на Габ објавио да „ХИАС воли да доводи освајаче који убијају наше људе. Не могу да седим и гледам како се кољу мој народ. Зајеби своју оптику, улазим.“
Починилац убиства у синагоги у Повеју у којој је један убијен, а троје рањено, окривио је Јевреје за геноцид белаца, који је у свом манифесту описао као "педантно планирани геноцид над европском расом".
Починилац масовног убиства у Ел Пасу 2019. године у којем је убијено 23 и повређено још 23 особе, објавио је манифест у којем изражава подршку убици из Крајстчерча и његовом манифесту, рекавши да је напад у Ел Пасу био одговор на „хиспанску инвазију на Тексас... браним своју земљу од културне и етничке замене... Хиспаноамеричка заједница није била моја мета пре него што сам прочитао Велику замену." Неколико коментатора је приметило да је манифест одражавао теме у предизборним говорима Доналда Трампа, укључујући поновљене тврдње о инвазији Шпанаца заједно са општим екстремизмом и језиком мржње, чије заговорнике је охрабрила и мобилисала Трампова реторика и све чешће теме за разговоре у десничарским медијима.
Осумњичени за пуцњаву у Бафалу 2022. године у којој је убијено десет људи и рањено још троје, у манифесту је окривио Јевреје и Афроамериканце за геноцид над белим становништвом, према званичницима за спровођење закона. Инспирацију је узео од других екстремно десничарских масовних стрелаца, које је сматрао "херојима".

### Европа
Андерс Беринг Брејвик, починилац напада у Норвешкој 2011. године, годинама је учествовао у дебатама на интернет форумима и говорио против ислама и имиграције. Написао је компендијум од 1.518 страница који укључује честа помињања наводног текућег геноцида над белим Европљанима. Аналитичари су га описали као неког ко има исламофобичне ставове и мржњу према исламу, и као некога ко је себе сматрао витезом посвећеним заустављању плиме муслиманске имиграције у Европу. Текст копира делове манифеста Унабомбера, без прописног цитирања, док су кључни термини замењени. Њујорк тајмс је описао америчке утицаје у списима, напомињући да се у компендијуму 64 пута спомиње антиисламистички Американац Роберт Спенсер и опширно цитира Спенсерова дела. Дело Бат Јеор цитира се на десетине пута. Она ислам и „културни марксизам“ сматра непријатељима и залаже се за уништење „ Еврабије “ и мултикултурализма, како би се очувала хришћанска Европа.

### Нови Зеланд
Починилац пуцњаве у џамији у Крајстчерчу у којој је убијено 51, а рањено 40, објаснио је у манифесту да је напад извео да би се борио против „геноцида над белцима“ који је у току од стране „страних освајача“. Проследио је приче о ниским стопама фертилитета белих жена на својим налозима на друштвеним мрежама. На фотографијама са његовог првог појављивања пред судом види се како прстима прави симбол "ОК" који су присвојили бели супрематисти.

## Критика и отпор
Геноцид над белцима је мит заснован на псеудонауци, псеудоисторији мржњи. Бели људи не изумиру, неће изумрети и нису суочени са истребљењем. Бели супремацисти тврде да је диверзитет еквивалентан геноциду над белцима. Научници описују да бели супрематисти фабрикују параноидне тврдње да је њихов опстанак као расе угрожен, на пример, „индивидуализмом, целибатом, феминизмом и другим облицима конфузије полних улога, погрешним заштитом животне средине и демонизацијом белаца и кривицом“, а сви они су тврдило се да промовише репродуктивну неуспех.
Теорија завере о белом геноциду даје доказе о паду наталитета у прилог екстремистичким ставовима и позивима на насиље. Бели супрематисти успешно конструишу лажне наративе о геноциду како би подстакли веће насиљем. Литература која заступа теорију завере о геноциду белаца подстакла је насиље; Тарнеров дневници,  на пример, одговорни су за подстицање многих насилних злочина, укључујући злочине Тимотија Меквеја и Ерика Хариса. Америчка републиканска партија, коју води Доналд Трамп, више пута се отворено удварала белим супремацистима и подржавала неистине које они промовишу, укључујући и оне о геноциду над белцима.
Око божићног периода 2016, Џорџ Чикаријело-Махер, амерички политиколог, сатирично је твитовао „Све што желим за Божић је геноцид над белцима“. Као резултат контроверзе која је уследила, икаријело-Махер је дао оставку на позицији ванредног професора политике и глобалних студија на Универзитету Дрекел. Чикаријело-Махер је наставио да се снажно супротставља теорији завере, тврдећи да су је „измислили бели супрематисти и да је коришћена за осуду свега, од међурасних односа до мултикултуралних политика“. Он је концепт означио као „плод расистичке маште” и тврдио да „му се треба ругати”.
Дерек Блек, амерички бивши бели супрематисти и кумче Дејвида Дјука, након што је у почетку подржавао и помогао популаризацији концепта, се одрекао теорије завере о геноциду над белцима и супротставио јој се. Блек је тврдио да је концепт стварао неосновану отворену параноју о демографији Сједињених Држава. Ели Саслоу, амерички новинар који је са Блејком радио на његовој књизи Rising out of Hatred из 2018. године, говорио је против теорије завере, означавајући је као „заиста ефикасан“ облик пропаганде или индоктринације. Он је навео да су „нажалост, делом зато што је изграђена на веома стварној и мрачној истини у америчкој историји — а то је да је надмоћ белаца одувек била велики део онога што ова земља јесте — бели националисти су могли да почну да профитирају на томе“. Саслов је тврдио да је теорија завере начин да се „санитизира” историја расизма и насиља беле Америке, фокусирајући се на „начине на које су белци нападнути у овој земљи”, укључујући „геноцид над белцима” и „изградњу зида”.
У јануару 2019, чланица демократског градског већа Филаделфије Кенијата Џонсон означила је дистрибуцију промотивног материјала о „геноциду над белцима” од стране Кју Клукс клана у црним четвртима Филаделфије као „узнемирујући и одвратан” чин. У јуну 2019, канадска ауторка Наоми Клајн осврнула се на наратив о „геноциду над белцима”, критикујући концепт као напад на репродуктивну слободу жена, у томе што је желела да ускрати право на абортус белим женама које имају белу децу, док настоји да потисне не-беле наталитет имиграната. Следећег месеца, критички теоретичар Бернард Харкорт је детаљно описао како америчка Нова десница покушава да усмери своју политичку поруку око страха од геноцида над белцима. Он је предложио да „неофашистички, бели супрематистички, револуционарни језик“ постаје мејнстрим и да заправо „почиње да мења начин на који су људи вољни да се изразе“, укључујући председника Трампа.
У марту 2019, новинар Адам Сервер је сугерисао да се теорија завере не односи искрено на „масовна убиства, етничко чишћење, или чак насиље“, већ на „губитак политичке и културне хегемоније у земљама за које бели супрематисти сматрају да би требало да припадају бели људи по закону“. Сервер је предложио да је завера била „нека врста пројекције, параноје да ће прошли геноцид, колонијализам и етничко чишћење наметнути бившим поданицима Запада бити враћени њој“. Истог месеца, Фархад Мању је детаљно описао како је „теорија изумирања белаца“ бесмислица.
У априлу 2019., британски академик Елиф Шафак је детаљно описала како је теорија Велике замене Реноа Камија створила идеолошки поглед на свет за крајњу десницу да се прошири у наратив „геноцида над белцима“ на Западу. Шафак тврди да је теорија завере такође уграђена у радове Тила Саразина.
У мају 2019, политички коментатор Ник Коен анализирао је како наративи о „белом геноциду” стварају антиимигрантске и друштвене сексуалне тензије. Он је тврдио да је теорија завере ефикасан облик расизма и пропаганде, која је продрла у мађарску владу Виктора Орбана, али је открила крајње десничарску параноју да европски мушкарци нису довољно мушки. У јуну 2019., професор економије Џонатан Портес, описујући концепт као „лудачку“ теорију завере, детаљно је описао како академске и медијске личности промовишу респектабилније верзије „геноцида над белцима“ и стога гурају идеју даље у мејнстрим дискурс.